# Marktschorgast

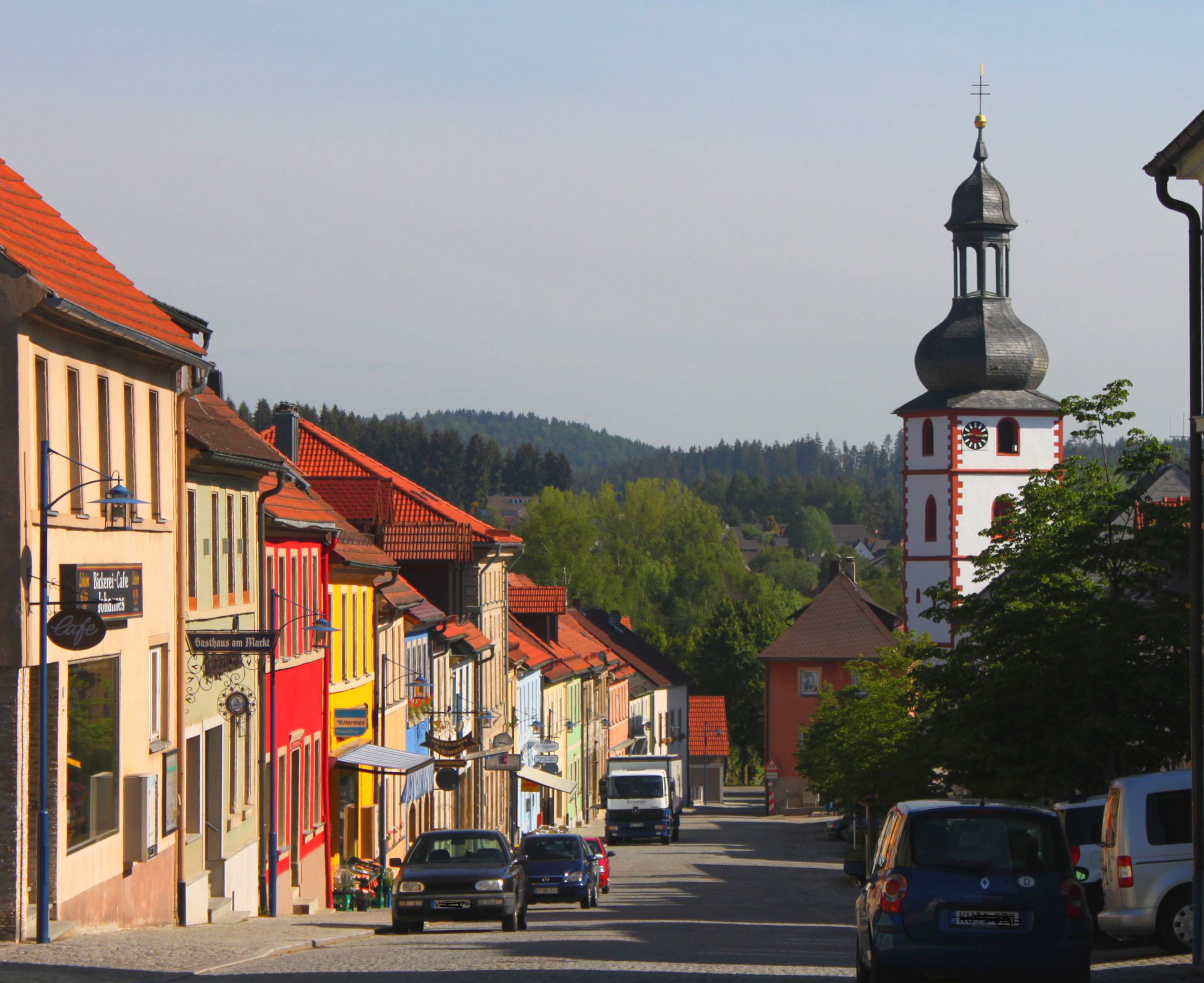
Marktplatz Marktschorgast

Marktschorgast (oberfränkisch: Schoageds) ist ein Markt im oberfränkischen Landkreis Kulmbach in Bayern.

## Geografie
Der Hauptort liegt nordwestlich des Fichtelgebirges an der Schorgast.

### Gemeindegliederung
Es gibt neun Gemeindeteile (in Klammern ist der Siedlungstyp angegeben):
- Grundmühle (Weiler)
- Marktschorgast (Hauptort)
- Mittelpöllitz (Weiler)
- Oberpöllitz (Einöde)
- Pulst (Weiler)
- Rohrersreuth (Weiler)
- Thalmühle (Einöde)
- Unterpöllitz (Einöde)
- Ziegenburg (Dorf)

Auf dem Gemeindegebiet liegt die Wüstung Rauhholz.
Es gibt auf dem Gemeindegebiet die Gemarkungen Marktschorgast, Pulst und Ziegenburg. Die Gemarkung Marktschorgast hat eine Fläche von 9,129 km². Sie ist in 1623 Flurstücke aufgeteilt, die eine durchschnittliche Flurstücksfläche von 5625 m² haben. In ihr liegen neben dem namensgebenden Ort die Gemeindeteile Grundmühle und Thalmühle.

### Gewässer
Die Schorgast ist ein Nebenlauf des Weißen Mains in Oberfranken.
Die noch weitgehend naturbelassene Schorgast, nach der auch das Tal benannt ist, entspringt im östlichen Gemeindegebiet von Marktschorgast in einem Quellgebiet nahe der Bahnstrecke Bamberg–Hof, welches früher zum Teil auch der Trinkwasserversorgung von Marktschorgast diente. Auf ihrem 25 Kilometer langen Lauf nimmt sie den Perlbach, den Weißenbach, die Koser und die Untere Steinach auf.
Aus 63 Quellen wird das Wasser (2,2 Millionen Kubikmeter im Jahr) im Perlbachtal gesammelt, in der Trinkwasseraufbereitungsanlage Grundmühle entsäuert und über eine Ultrafiltration entkeimt. Das aufbereitete Wasser dient Marktschorgast und der Stadt Kulmbach als Trinkwasser.

## Geschichte
Der Ort wurde 1109 als „Scoregast“ erstmals urkundlich erwähnt. Das Bestimmungswort ist der slawische Personenname Skorogast. Die slawische Siedlung hatte zu diesem Zeitpunkt bereits eine Pfarrkirche und ein Marktrecht. 1109 wurde es zur Ausstattung des Bamberger Kollegiatstifts St. Jakob herangezogen. Während des Meranischen Erbfolgestreits eignete sich Vogt Heinrich von Weida die Vogtei über Marktschorgast an, ein Schiedsspruch König Adolfs sprach die Vogtei Bischof Arnold von Bamberg zu. Marktschorgast gehörte daher seit 1293 zum reichsunmittelbaren Bistum Bamberg. 1323 ist der Ort als befestigter bischöflicher Markt (oppidum) belegt. Ab 1337 ist das bischöfliche Halsgericht belegt. Neben dem Bischof hatten auch mehrere Adelsgeschlechter Besitz am Ort.
Gegen Ende des 18. Jahrhunderts bestand Marktschorgast aus 125 Anwesen. Das Hochgericht übte das bambergische Centamt Marktschorgast. Die Dorf- und Gemeindeherrschaft hatte das Vogteiamt Marktschorgast. Grundherren waren
- das bambergische Kastenamt Stadtsteinach (Amtshaus),
- das Steueramt Marktschorgast (1 Schloss, 1 Wohngütlein, 4 Sölden, 1 Halbsölde, 2 Häuser, 4 Tropfhäuser),
- der Rat von Marktschorgast (Rathaus mit oberen Tor, Schulhaus, Hirtenhaus, 2 Wirtshäuser, 2 Schmieden, 77 zinsfreie Wohnhäuser 5 Häuser mit Zins),
- das Domkapitel Bamberg (1 Gut, 1 Halbgut, 2 Söldengüter, 2 Frongütlein, 1 halbes Frongütlein,  5 Tropf- und Wohnhäuser, 1 Mahlmühle),
- die Pfarrei Marktschorgast (Pfarrhaus, 3 Güter, 1 Wohnhaus, 1 Mühle).[11]

Mit dem Gemeindeedikt wurde 1811 der Steuerdistrikt Marktschorgast gebildet. Zu diesem gehörten Falls, Grundmühle, Mittelpöllitz, Mooshof, Oberpöllitz, Pulst, Thalmühle, Unterpöllitz, Wasserknoden und Ziegenburg. 1813 entstand die Munizipalgemeinde Marktschorgast, zu der Grund- und Thalmühle gehörten. Sie war in Verwaltung und Gerichtsbarkeit dem Landgericht Gefrees zugeordnet und in der Finanzverwaltung dem Rentamt Gefrees. Mit dem Zweiten Gemeindeedikt wurden 1818 die Gemeinden Pulst, Pöllitz, Rohrersreuth und Ziegenburg nach Marktschorgast eingegliedert. Ein Jahr später wurde wieder die Gemeinde Ziegenburg gebildet, zu der nun auch Pulst, Pöllitz und Rohrersreuth gehörten. 1840 wurde die Gemeinde Marktschorgast an das Landgericht Berneck und an das Rentamt Marktschorgast überwiesen, 1919 in Finanzamt Marktschorgast umbenannt. Ab 1862 gehörte Marktschorgast zum Bezirksamt Berneck. Die Gerichtsbarkeit blieb beim Landgericht Berneck (1879 in Amtsgericht Berneck umgewandelt). 1929 wurde die Gemeinde schließlich an das Bezirksamt Kulmbach (1939 in Landkreis Kulmbach umbenannt) und das Finanzamt Kulmbach abgegeben. 1964 hatte die Gemeinde eine Fläche von 9,092 km².

### Eingemeindungen
Am 1. April 1971 wurde im Zuge der Gebietsreform in Bayern die Gemeinde Ziegenburg eingegliedert.

### Einwohnerentwicklung
Im Zeitraum von 1988 bis 2018 sank die Einwohnerzahl von 1592 auf 1376 um 216 bzw. um 13,6 %. Am 31. Dezember 1994 hatte der Markt 1776 Einwohner.
Gemeinde Marktschorgast
| Jahr      | 1818   | 1840   | 1852   | 1861   | 1867   | 1871   | 1875   | 1880   | 1885   | 1890   | 1895   | 1900   | 1905   | 1910   | 1919   | 1925   | 1933   | 1939   | 1946   | 1950   | 1961   | 1970   | 1987   | 2007   | 2010   | 2015   | 2021   |
| Einwohner | 1034   | 968    | 1045   | 1134   | 1183   | 1262   | 1187   | 1125   | 1053   | 1010   | 1013   | 1134   | 1090   | 998    | 930    | 988    | 1156   | 1159   | 1507   | 1638   | 1657   | 1690   | 1538   | 1606   | 1499   | 1418   | 1379   |
| Häuser    | 157    |        |        |        |        | 150    |        |        | 153    | 161    |        | 157    |        |        |        | 163    |        |        |        | 207    | 273    |        | 427    |        |        | 496    | 505    |
| Quelle    | [ 13 ] | [ 17 ] | [ 17 ] | [ 18 ] | [ 19 ] | [ 20 ] | [ 21 ] | [ 22 ] | [ 23 ] | [ 24 ] | [ 17 ] | [ 25 ] | [ 17 ] | [ 26 ] | [ 17 ] | [ 27 ] | [ 28 ] | [ 28 ] | [ 28 ] | [ 29 ] | [ 14 ] | [ 30 ] | [ 31 ] | [ 32 ] | [ 32 ] | [ 32 ] | [ 33 ] |

Ort Marktschorgast
| Jahr      | 001809 | 001818 | 001861 | 001871 | 001885 | 001900 | 001925 | 001950 | 001961 | 001970 | 001987 |
| Einwohner | 708    | 818    | 1026   | 1240   | 1039   | 1068   | 939    | 1545   | 1570   | 1620   | 1391   |
| Häuser    |        | 123    |        |        | 150    | 152    | 157    | 200    | 266    |        | 388    |
| Quelle    | [ 34 ] | [ 13 ] | [ 18 ] | [ 20 ] | [ 23 ] | [ 25 ] | [ 27 ] | [ 29 ] | [ 14 ] | [ 30 ] | [ 31 ] |

### Baugeschichte
Wegen der Brände in den Jahren 1824, 1838 und 1840 ist von historischer Bausubstanz wenig erhalten geblieben. Das einheitliche Ortsbild hat durch den Wiederaufbau spätbiedermeierliche Formen. Nur in der katholischen Pfarrkirche St. Jakobus ist der Mauerkern des Chors noch romanisch, um 1500 wurden Chor und Langhaus neu gebaut, der Chor noch mehrmals umgestaltet. Zwei Mauerzüge und ein runder Wehrturm sind Reste der spätmittelalterlichen Kirchwehr. Das Pfarrhaus ist um 1750 nach einem Entwurf Johann Michael Küchels entstanden. Die Kreuzkapelle wurde um 1700 auf spätgotischen Fundamenten errichtet.

## Politik

### Gemeinderat

Wappen der Schützengesellschaft von 1837 Marktschorgast

Der Marktgemeinderat besteht aus dem Ersten Bürgermeister und zwölf Gemeinderatsmitgliedern. Die Tabelle zeigt die Sitzverteilung im Gemeinderat ab der Gemeinderatswahl 2008:
| Partei/Liste | Sitze | Sitze | Sitze |
| Partei/Liste | 2008  | 2014  | 2020  |
| ------------ | ----- | ----- | ----- |
| CSU          | 5     | 6     | 6     |
| Freie Wähler | 4     | 4     | 3     |
| SPD          | 3     | 2     | 3     |

### Bürgermeister
- Erster Bürgermeister: seit Mai 2020 Marc Benker (CSU)[36];
- Zweite Bürgermeisterin: Monika Müller (CSU)

### Wappen und Flagge
Wappen
| Wappen von Marktschorgast | Blasonierung: „In Silber eine rote heraldische Rose mit goldenem Butzen und grünen Kelchblättern.“ |
| Wappen von Marktschorgast | |

Flagge
Die Gemeindeflagge ist weiß.

## Kultur

### Baudenkmäler
- Rathaus (Marktschorgast)
- St. Jakobus der Ältere (Marktschorgast)

## Wirtschaft
1887 wurde in der nahen Grundmühle die Benda-Bronzefabrik gegründet, die mehr als 50 Jahre lang Blattgold und Bronzefarben herstellte und in viele Länder exportierte. Nach dem Zweiten Weltkrieg zog dort die Firma Max Ihle ein, die hauptsächlich Tonbandgeräte baute; 1957 siedelte sie nach Kulmbach um. Um Wohnungen zu schaffen, erwarb die Gemeinde 1960 den leerstehenden Häuserkomplex. In jenem Jahr gründete in der Grundmühle der Wohnwagenhersteller Frankia seinen ersten Unternehmenssitz. Dessen Fertigungshalle fiel im Dezember 2005 einem Großbrand zum Opfer. Das letzte Bauwerk, ein lange leerstehendes Wohnhaus, wurde Anfang 2024 abgebrochen.

## Sport und Freizeitanlagen
- Naturschwimmbad Goldbergsee
- ASV Rasensportanlagen
- Flugmodellsport
- Turnhalle der Marktgemeinde (früheres Schützenhaus)
- Bücherei
- Kinderspielplätze am Stöckleinsteich, Am Buchanger und am Goldbergsee

## Verkehr

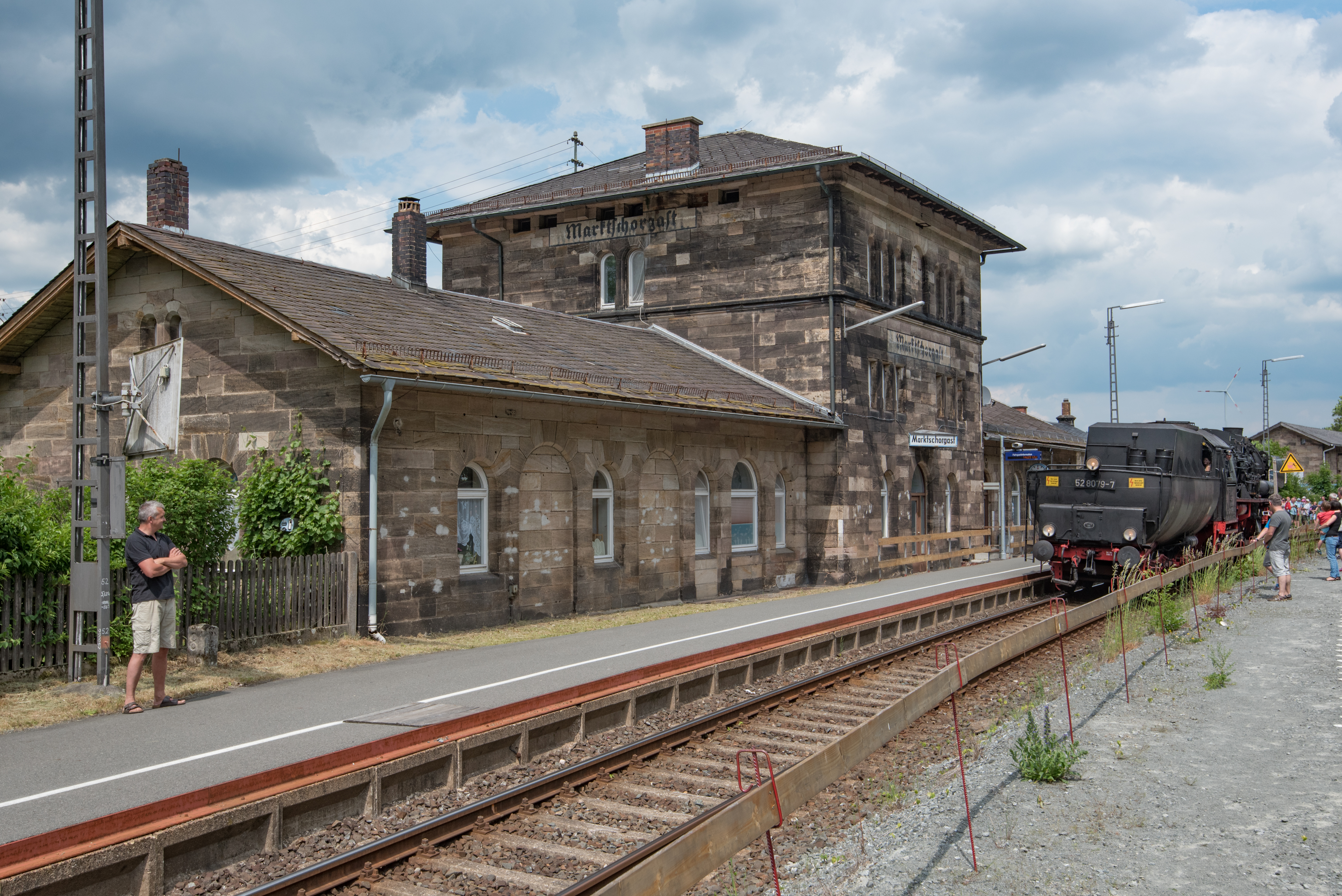
Bahnhof

### Öffentlicher Nahverkehr
Der Ort liegt an der Bahnstrecke Bamberg–Hof (die Strecke ist Teil der Ludwig-Süd-Nord-Bahn von Lindau nach Hof) bei Streckenkilometer 82,0. Der Bahnhof befindet sich am bergseitigen (oberen) Ende der Schiefen Ebene, die direkt hinter der südlichen Ausfahrt des Bahnhofs beginnt und an ihrer Talseite am Bahnhof Neuenmarkt-Wirsberg in Neuenmarkt endet.
Das Bahnhofsensemble besteht aus dem Stationsgebäude, einer Güterhalle und einem Wasserhaus. Das Stationsgebäude wurde in den Jahren 1853/54 wahrscheinlich nach Plänen von Friedrich Bürklein erbaut. Es ist ein dreistöckiger Bau aus Sandsteinquadern mit einstöckigen Seitenflügeln und einem Walmdach. Die Güterhalle ist ebenfalls aus Sandstein erbaut und besitzt ein Satteldach. Sie wurde um 1850 errichtet; ebenso das zweigeschossige Wasserhaus. Letzteres wurde zeitweise als Wohnhaus genutzt und steht mittlerweile leer. Das Ensemble aus der Frühzeit der Ludwig-Süd-Nord-Bahn steht unter Denkmalschutz. Nach dem Abriss des Wasserhauses in Kulmbach 1990 ist das Marktschorgaster Wasserhaus wohl das letzte derartige Bauwerk aus der Frühzeit des Betriebs auf der Strecke.
Im Bahnhofsgebäude befindet sich ein kleines Informationszentrum zur Schiefen Ebene. Am ehemaligen Güterschuppen östlich des Bahnhofsgebäudes beginnt mit einer Informationstafel der Lehrwanderpfad entlang der Schiefen Ebene nach Neuenmarkt. An der Straßenseite des Bahnhofsgebäudes ist eine Übersichtstafel zum Wanderpfad angebracht.
In den Sommermonaten finden an Wochenenden häufig Sonderfahrten über die Schiefe Ebene mit dampflokbespannten Zügen oder historischen Eisenbahnfahrzeugen statt, die vom Deutschen Dampflokomotiv-Museum in Neuenmarkt und anderen Vereinen veranstaltet werden. Viele dieser Sonderfahrten enden oder beginnen in Marktschorgast, wodurch es möglich ist, das Umsetzen einer Dampflokomotive aus nächster Nähe mitzuerleben.

### Individualverkehr
Die Kreisstraße KU 1/BT 8 führt zur Anschlussstelle 37 der Bundesautobahn 9 (2,8 km östlich) bzw. über Sessenreuth nach Wirsberg zur Bundesstraße 303 (4,2 km westlich). Die Kreisstraße KU 2 führt zur Anschlussstelle 38 der A 9 (1,7 km südlich). Gemeindeverbindungsstraßen verbinden mit Ziegenburg (1,7 km nordwestlich) und an der Thalmühle vorbei mit Grundmühle (1 km nordwestlich). Eine Anliegerstraße führt nach Rohrersreuth (1,5 km südlich).

## Persönlichkeiten

### Söhne und Töchter der Marktgemeinde
- Augustin Andreas Geyer (1774–1837), katholischer Geistlicher und Fossiliensammler
- Johann Josef Mertel (1873–1937), Orgelbauer
- Stefan Gesell (* 1959), Fotograf und Fotokünstler